# Cantonul Doulevant-le-Château
Cantonul Doulevant-le-Château este un canton din arondismentul Saint-Dizier, departamentul Haute-Marne, regiunea Champagne-Ardenne, Franța.

## Comune
| Comune                     | Populație (1999) | Cod poștal | Cod INSEE |
| -------------------------- | ---------------- | ---------- | --------- |
| Ambonville                 | 78               | 52110      | 52007     |
| Arnancourt                 | 128              | 52110      | 52019     |
| Baudrecourt                | 105              | 52110      | 52039     |
| Beurville                  | 111              | 52110      | 52047     |
| Blumeray                   | 108              | 52110      | 52057     |
| Bouzancourt                | 71               | 52110      | 52065     |
| Brachay                    | 62               | 52110      | 52066     |
| Charmes-en-l'Angle         | 6                | 52110      | 52109     |
| Charmes-la-Grande          | 172              | 52110      | 52110     |
| Cirey-sur-Blaise           | 108              | 52110      | 52129     |
| Courcelles-sur-Blaise      | 119              | 52110      | 52149     |
| Dommartin-le-Saint-Père    | 275              | 52110      | 52172     |
| Doulevant-le-Château       | 448              | 52110      | 52178     |
| Flammerécourt              | 62               | 52110      | 52201     |
| Leschères-sur-le-Blaiseron | 94               | 52110      | 52284     |
| Mertrud                    | 183              | 52110      | 52321     |
| Nully                      | 303              | 52110      | 52359     |
| Trémilly                   |                  | 52110      | 52495     |